# Tratado de Calais
El Tratado de Calais firmado en Calais el 24 de octubre de 1360 fue un tratado de paz establecido entre Carlos V de Francia y Carlos II de Navarra auspiciado por Eduardo III de Inglaterra durante las negociaciones celebradas el 8 de mayo de 1360 con el Tratado de Brétigny. Aunque es frecuente que ambos tratados sean historiográficamente considerados como el mismo, en realidad los dos fueron firmados el mismo día y en el mismo lugar aunque con signatarios diferentes. El tratado de Brétigny solo afectaba a Inglaterra y Francia, y se llevaba negociando desde el mes de mayo, mientras que el tratado de Calais tenía como principales partes comprometidas a Francia y Navarra.

## Contexto histórico
El 22 de agosto de 1359 firmado entre Carlos II de Navarra y el delfín Carlos había establecido que:
- Las fortalezas que poseía antes del estallido de las hostilidades fueron devueltas al rey de Navarra y se le pagaría una anualidad y una compensación en un plazo de cinco años.
- A cambio, el rey de Navarra prometió al regente ser un aliado leal y una vez más le rindió homenaje.

Pero este acuerdo perdió pronto vigencia ya que «en noviembre Carlos ayudaba al captal de Buch a apoderarse de Clermont, en Beauvaisis, y poco después se descubría en París una conspiración para entregarle la ciudad.»
El 8 de mayo de 1360 tuvo lugar el Tratado de Brétigny que fue firmado el 16 de mayo, en Louviers, por el Príncipe de Gales, que prestó, en la iglesia de Notre-Dame, juramento de mantenerlo:
- Francia cedía a Inglaterra casi una tercera parte del país (Poitou, Saintonge, Limoges, Périgord, Agen, Quercy, Calais, Guînes y Montreuil) y pagaría tres millones de escudos de oro por la libertad de su rey.[2] Además renunciaba a todos los derechos de la corona de Francia sobre el principado de Normadía, Turena, Maine, Anjou, Flandres y Bretaña.[3]
- El rey de Inglaterra se comprometió a evacuar las fortalezas de Normandía ocupadas por él o por sus aliados y seguidores, excepto Saint-Sauveur, cuya donación a Jean Chandos fue confirmada. El ejército inglés cruzó el Sena por Pont-de-l'Arche y se dirigió hacia Calais y Honfleur.

El rey de Inglaterra pasó por Neuburgo y el rey de Navarra fue a recibirlo a Rivière-Thibouville. Después de algunos ligeros ajustes, este tratado fue firmado el 24 de octubre por los dos reyes.

## El tratado
Después del tratado firmado con Juan II de Francia, Eduardo III y el Príncipe de Gales se reunieron en Calais el 8 de julio, junto con el rey de Francia aún prisionero. El rey de Inglaterra no permaneció allí mucho tiempo. Regresó a Londres y volvió a Calais el 9 de octubre. El día 26 ofreció una gran cena al rey de Francia donde acudió Felipe de Navarra. Eduardo, levantándose para recibirlo, se lo presentó a Juan como el señor más leal que jamás había visto. El rey de Navarra no podía, como su hermano Felipe, ser incluido en el tratado de Brétigny, ya que, un año antes, había hecho las paces con el regente y, oficialmente, ya no era aliado de los ingleses.
Paralelamente al tratado franco-inglés, ese mismo día se firmó un tratado franco-navarro, también en Calais, con la presencia de Felipe de Navarra y del hermano de Juan II, el duque de Orléans, cuyas condiciones habían sido previamente establecidas por varios comisionados:
- Por parte de Navarra: Robert de la Porte, obispo de Avranches y canciller de Navarra,[6] Robert de Picquigny y Juan Ramírez de Arellano.
- Por parte de Francia:  obispo de Thérouanne y canciller de Francia, junto con señor de Audrehem Juan Le Maingre, mariscal de Francia, padre de Juan II Le Maingre.[5]
- Por parte de Inglaterra: el duque de Lancaster y Gautier de Mauny, como mediadores del acuerdo.[7][8]

Según los términos de este tratado:
- El Rey de Francia perdonaría al Rey de Navarra, a sus hermanos, a sus súbditos y a quienes habían seguido a su partido por los crímenes que hubieran podido cometer en su guerra contra el Rey, el Duque de Normandía, y contra el honor del reino. y corona de Francia. Para ello el Rey de Navarra facilitaría para Semana Santa una lista de casi 300 personas que podrían beneficiarse de cartas de condonación por sus delitos.
- El rey de Francia devolvería sus propiedades al rey de Navarra, a sus hermanos y a los que habían seguido a su partido. Salvo Robert le Coq, obispo de Laon, que debía abandonar Francia. Acabó en la sede episcopal de Calahorra.
- El rey de Navarra prestaría juramento de fidelidad al rey de Francia. Por seguridad, se le enviarían de antemano doce rehenes que él habría elegido, con excepción de los hijos de Francia.
- El rey de Francia no apoyaría a quienes quisieran hacer la guerra contra el rey de Navarra en el territorio de Francia.
- Las fortalezas que el rey de Inglaterra poseía en tierras del rey de Navarra y que debía devolver al rey de Francia serían entregadas al rey de Navarra.
- Se confirmaría el acuerdo alcanzado entre el duque de Normandía y la reina Blanca en lo que respecta a su dote.

Felipe de Navarra firmó el tratado especial para su hermano, y se despidió del rey de Inglaterra que le devolvió el homenaje. Jean Chandos y Luis de Harcourt recibieron la tarea de entregar las fortalezas de Normandía al rey de Francia.

## Consecuencias
Durante esa semana, Le Bègue de Villaines tomó por sorpresa el castillo de Paci e hizo prisioneras a la esposa y a las hijas de Pierre de Sacquainville. Según parece, fueron los partidarios del delfín, y no los del rey de Navarra, los que faltaron a la fe jurada, ya que, en esa fecha, Felipe de Navarra rindió homenaje a Juan II, en Calais, a cuenta de las posesiones que tenía en Francia antes de la guerra y aceptó, en nombre de su hermano, el tratado de Pontoise que el rey de Francia confirmó. Se enviaron diez rehenes al rey de Navarra para que prestara juramento de fidelidad al rey de Francia. 
El 12 de diciembre Carlos II, que residía en Mantes en esos momentos, se traslada a Saint-Denis en cuya basílica, en presencia del rey Juan II de Francia jura solemnemente respetar el acuerdo. Había llevado consigo a los 12 rehenes aunque se negó a rendir homenaje, afirmando que nunca había perdido el que antes había prestado. Tras cenar con el rey, se despidió de él y regresó a Mantes. El historiador Edmond Meyer, respecto a este asunto afirmaba que «su negativa a rendir homenaje, recogida sin comentarios en las Grandes Crónicas, prueba que el rey de Navarra no reconoció ningún defecto en la guerra inicua que Juan el Bueno había iniciado con su violencia y que su hijo había continuado de mala fe.»